# 瓦尔科尼·拉斯洛
瓦尔科尼·拉斯洛（匈牙利語：Várkonyi László，1908年—？），匈牙利男子乒乓球运动员。他曾获得1949年和1952年世界乒乓球锦标赛男子团体金牌。